# Mondercange
Mondercange é uma comuna do Luxemburgo, pertence ao distrito de Luxemburgo e ao cantão de Esch-sur-Alzette.

## Demografia
Dados do censo de 15 de fevereiro de 2001:
- população total: 6.089
  - homens: 3.040
  - mulheres: 3.049

- densidade: 284,53 hab./km²

- distribuição por nacionalidade:

| Nacionalidade  | População | %      |
| -------------- | --------- | ------ |
| luxemburgueses | 4.820     | 79,16% |
| estrangeiros   | 1.269     | 20,84% |
| - portugueses  | 231       | 3,79%  |
| - franceses    | 257       | 4,22%  |
| - italianos    | 366       | 6,01%  |
| - belgas       | 133       | 2,18%  |
| - alemães      | 93        | 1,53%  |
| - iuguslavos   | 37        | 0,61%  |
| - outros       | 152       | 2,50%  |

- Crescimento populacional:

| Ano        | População |
| ---------- | --------- |
| 15/02/2001 | 6.089     |
| 01/01/2002 | 6.099     |
| 01/01/2003 | 6.103     |
| 01/01/2004 | 6.090     |
| 01/01/2005 | 6.099     |